# Melodifestivalen
Il Melodifestival (in svedese: Melodifestivalen, letteralmente "Il festival della musica") è un festival musicale svedese organizzato dalle emittenti pubbliche Sveriges Television (SVT) e Sveriges Radio (SR).
Nato nel 1959 come metodo di selezione nazionale per il rappresentante della Svezia all'Eurovision Song Contest, si è tenuto pressoché ogni anno a partire dalla sua fondazione diventando dagli anni 2000 uno dei programmi più seguiti della televisione svedese. Nei suoi anni di attività il festival ha prodotto 7 vincitori del festival europeo e almeno 24 piazzamenti nella top 5 dello stesso evento.
Il festival si articola in più semifinali, ospitate da diverse città svedesi (come fosse un "Festivalbar alla svedese"), una serata di ripescaggio per poi culminare nella finale che viene normalmente ospitata dalla capitale Stoccolma.

## Storia
Nonostante l'Unione europea di radiodiffusione (UER) avesse organizzato il primo Eurovision Song Contest nel 1956, la Svezia debuttò solo nel 1958. In assenza di un'emittente televisiva, Sveriges Radio selezionò internamente la cantante Alice Babs, che si piazzò al 4º posto con la sua Lilla stjärna. Per la partecipazione successiva l'emittente SR organizzò una finale nazionale, incorporata nel programma radiofonico Säg det med musik, che si tenne al Cirkus di Stoccolma il 29 gennaio.
La vincitrice, selezionata da una giuria di 4 membri, fu Siw Malmkvist, con il brano Augustin che, per previa decisione di SR, fu portato all'Eurovision Song Contest 1959 da Brita Borg, che però concluse con un 9º posto su 11 partecipanti.

## Formula
Dal 2002 il Melodifestival è organizzato in sei serate che si svolgono tra febbraio e marzo, sempre di sabato, che iniziano alle ore 20: quattro semifinali (deltävling), il ripescaggio (denominato Andra Chansen) e la finale. Fino all'edizione 2014 vi gareggiavano 32 brani equamente divisi tra le prime quattro serate, la maggior parte dei quali scelti da SVT, ma alcuni anche dagli internauti, e alla finale partecipavano i primi due brani di ogni semifinale più due dell'Andra Chansen (riservato a terze e quarte) per un totale di 10. Nell'anno seguente ci sono stati dei piccoli cambiamenti, primo tra tutti il calo dei partecipanti a 28, sette per semifinale, e l'aumento dei finalisti a 12 con l'Andra Chansen che dà quattro posti.
Nelle semifinali si utilizza solo il televoto. La finale, invece, prevede un voto equamente ripartito tra giurie e televoto. Dal 2011 le prime provengono da dieci paesi europei che partecipano all'ESC e che assegnano ognuna voti a sette canzoni (1, 2, 4, 6, 8, 10 e 12), di cui vengono svelati in video quello col valore più elevato, il secondo invece ripartisce 473 punti in maniera proporzionale a seconda della percentuale dei televoti ricevuti. Il totale dà il vincitore che rappresenterà la Svezia all'ESC.

## Vincitori
| Anno | Artista                             | Brano                               |
| ---- | ----------------------------------- | ----------------------------------- |
| 1959 | Siw Malmkvist                       | Augustin                            |
| 1960 | Östen Warnerbring & Inger Berggren  | Alla andra får varann               |
| 1961 | Siw Malmkvist & Gunnar Wiklund      | April, april                        |
| 1962 | Inger Berggren & Lily Berglund      | Sol och vår                         |
| 1963 | Monica Zetterlund & Carli Tornehave | En gång i Stockholm                 |
| 1965 | Ingvar Wixell                       | Absent Friend                       |
| 1966 | Lill Lindfors & Svante Thuresson    | Nygammal vals                       |
| 1967 | Östen Warnerbring                   | Som en dröm                         |
| 1968 | Claes-Göran Hederström              | Det börjar verka kärlek, banne mej  |
| 1969 | Tommy Körberg                       | Judy min vän                        |
| 1971 | Family Four                         | Vita vidder                         |
| 1972 | Family Four                         | Härliga sommardag                   |
| 1973 | Malta                               | You Are Summer                      |
| 1974 | ABBA                                | Waterloo                            |
| 1975 | Lasse Berghagen                     | Jennie, Jennie                      |
| 1977 | Forbes                              | Beatles                             |
| 1978 | Björn Skifs                         | Det blir alltid värre framåt natten |
| 1979 | Ted Gärdestad                       | Satellit                            |
| 1980 | Tomas Ledin                         | Just nu!                            |
| 1981 | Björn Skifs                         | Fångad i en dröm                    |
| 1982 | Chips                               | Dag efter dag                       |
| 1983 | Carola                              | Främling                            |
| 1984 | Herreys                             | Diggi-Loo Diggi-Ley                 |
| 1985 | Kikki Danielsson                    | Bra vibrationer                     |
| 1986 | Lasse Holm & Monica Törnell         | E' de' det här du kallar kärlek?    |
| 1987 | Lotta Engberg                       | Fyra bugg och en Coca Cola          |
| 1988 | Tommy Körberg                       | Stad i ljus                         |
| 1989 | Tommy Nilsson                       | En dag                              |
| 1990 | Edin-Ådahl                          | Som en vind                         |
| 1991 | Carola                              | Fångad av en stormvind              |
| 1992 | Christer Björkman                   | I morgon är en annan dag            |
| 1993 | Arvingarna                          | Eloise                              |
| 1994 | Roger Pontare & Marie Bergman       | Stjärnorna                          |
| 1995 | Jan Johansen                        | Se på mej                           |
| 1996 | One More Time                       | Den vilda                           |
| 1997 | Blond                               | Bara hon älskar mig                 |
| 1998 | Jill Johnson                        | Kärleken är                         |
| 1999 | Charlotte Nilsson                   | Tusen och en natt                   |
| 2000 | Roger Pontare                       | När vindarna viskar mitt namn       |
| 2001 | Friends                             | Lyssna till ditt hjärta             |
| 2002 | Afro-dite                           | Never Let It Go                     |
| 2003 | Fame                                | Give Me Your Love                   |
| 2004 | Lena Philipsson                     | Det gör ont                         |
| 2005 | Martin Stenmarck                    | Las Vegas                           |
| 2006 | Carola                              | Evighet                             |
| 2007 | The Ark                             | The Worrying Kind                   |
| 2008 | Charlotte Perrelli                  | Hero                                |
| 2009 | Malena Ernman                       | La voix                             |
| 2010 | Anna Bergendahl                     | This Is My Life                     |
| 2011 | Eric Saade                          | Popular                             |
| 2012 | Loreen                              | Euphoria                            |
| 2013 | Robin Stjernberg                    | You                                 |
| 2014 | Sanna Nielsen                       | Undo                                |
| 2015 | Måns Zelmerlöw                      | Heroes                              |
| 2016 | Frans                               | If I Were Sorry                     |
| 2017 | Robin Bengtsson                     | I Can't Go On                       |
| 2018 | Benjamin Ingrosso                   | Dance You Off                       |
| 2019 | John Lundvik                        | Too Late for Love                   |
| 2020 | The Mamas                           | Move                                |
| 2021 | Tusse                               | Voices                              |
| 2022 | Cornelia Jakobs                     | Hold Me Closer                      |
| 2023 | Loreen                              | Tattoo                              |
| 2024 | Marcus & Martinus                   | Unforgettable                       |
| 2025 | KAJ                                 | Bara bada bastu                     |